# Джеймс, Делрой
Делрой Джеймс (англ. Delroy James; род. 4 мая 1987, Ист-Бербис-Корентайн, Гайана) — американский профессиональный баскетболист, играющий на позиции тяжёлого форварда. Выступает за баскетбольный клуб «Промитеас».

## Карьера
В течение двух сезонов Джеймс выступал за итальянский «Бриндизи». В сезоне 2014/2015 Джеймс вышел на паркет в 35 играх национального первенства, проводя на площадке в среднем по 27 минут за матч, за которые набирал 10 очков, 7 подборов, 2 передачи, 1 перехват и 1 блок-шот.
В августе 2015 года перешёл в красноярский «Енисей». В матчах Единой лиги ВТБ Джеймс набирал 12,5 очка, 6,5 подбора и 2,8 передачи в среднем за игру.
Сезон 2016/2017 Джеймс начинал в «Реджане», но в январе перешёл в «Бест Балыкесир». В составе тёрецкого клуба набирал 15,8 очка, 5,6 подбора и 2,4 передачи в среднем за игру.
В августе 2017 года подписал контракт с АЕК.

## Достижения
- Обладатель Межконтинентального Кубка: 2019
- Победитель Лиги чемпионов ФИБА: 2017/2018
- Обладатель Кубка Греции: 2017/2018